# Герб Бучача
Герб — один з офіційних символів міста Бучача, районного центру Тернопільської області.

## Сучасний герб
Сучасний герб був затверджений всупереч рекомендаціям Українського ґеральдичного товариства.

## Історичні герби

### Герб першого польського періоду
У 1370-х роках шляхтич із Сілезії Міхал Авданець (Абданець) гербу Абданк отримав ленним правом Бучач. За його проханням король Владислав II Ягайло надав місту магдебурзьке (німецьке) право (за даними М. Кобельського, наприкінці XIV століття). У 1427 р. син Міхала Авданця Міхал «Мужило» Бучацький за згодою короля Ягайла перевів місто на польське право.
У 1515 році місту повторно надали магдебурзьке право. Також було затверджено його герб — Срібна Пилява (родовий знак дідичів міста Бучацьких-Творовських, згодом Потоцьких гербу Пилява) — в лазуровому полі срібний п'ятираменний хрест.
Близько 1618 р. місто стало власністю Стефана Потоцького — засновника гілки роду Потоцьких гербу «Золота Пилява» (його нащадки та родичі були дідичами міста до вересня 1939 р.; крім часу існування ЗУНР в 1918—1919 рр., воєн, московських окупацій); герб — родовий знак Потоцьких «Пилява» — в синьому полі срібний п'ятираменний хрест.

### Герб австрійського періоду
Герб австрійського періоду виглядав так: у синьому полі срібна міська ратуша з брамою, посередині якої герб «Золота Пилява».
Водночас у джерелах кінця XIX — початку XX століть (зокрема в працях відомого австрійського геральдиста Г. Ґ. Штреля) герб Бучача подається за давнішим (XVI ст.) зразком: на синьому тлі срібний семикутний хрест («Золота Пилява»).

### Герб міжвоєнного періоду
Герб польського (1920⁣—⁣1939 рр.) періоду — «Пилява» — в синьому полі срібний п'ятираменний хрест.
У Познані від 16 травня 1929 року проводилась загальнопольська виставка, на якій планували використати емблематику повітових міст для декорування павільйонів воєводств. Для деяких міст Галичини використали зображення знаків гербівника Карла Лінда, які архітектор Людоміл Ґюркович вписав в овальні щити, оздоблені декоративним картушем.